# Hurnet Dekkers
Hurnet Nicoret Dekkers (Rossum, 8 de mayo de 1974) es una deportista neerlandesa que compitió en remo.
Participó en los Juegos Olímpicos de Atenas 2004, obteniendo una medalla de bronce en la prueba de ocho con timonel. Ganó una medalla de bronce en el Campeonato Mundial de Remo de 2005, en la misma prueba.

## Palmarés internacional
| Juegos Olímpicos   | Juegos Olímpicos | Juegos Olímpicos  | Juegos Olímpicos |
| Año                | Lugar            | Medalla           | Prueba           |
| ------------------ | ---------------- | ----------------- | ---------------- |
| 2004               | Atenas (Grecia)  | Medalla de bronce | Ocho con timonel |
| Campeonato Mundial |                  |                   |                  |
| Año                | Lugar            | Medalla           | Prueba           |
| 2005               | Kaizu (Japón)    | Medalla de bronce | Ocho con timonel |